# Patria Nueva (Chiapas)
Patria Nueva es una localidad del estado mexicano de Chiapas. Es parte del municipio de Ocosingo.

## Demografía
| Gráfica de evolución demográfica |
|                                  |

| Censo | Población |
| ----- | --------- |
| 1980  | 8         |
| 1990  | 8         |
| 2000  | 440       |
| 2010  | 1 282     |
| 2020  | 1 856     |